# 蘇聯國徽
蘇聯國徽（俄语： / Gosudarstvennyiy gerb SSSR ）啟用於1923年7月6日，直到1991年蘇聯解體。

## 历史

### 第一版（1923-1936）
第一版苏联国徽的计划在1923年7月6日的苏联苏维埃代表大会（CIK）第二次会议上通过，同年9月22日完成全部设计。其设计在1924年苏联宪法中有明确规定：“苏联国徽由旭日照耀的地球之上的鎚子與鐮刀组成，周围环绕着麦穗，写有六种文字（俄文、乌克兰文、白俄罗斯文、格鲁吉亚文、亚美尼亚文、阿塞拜疆文 ）的『全世界无产者，联合起来！』，国徽顶部有一颗红星。”

### 第二版（1936-1946）
根据1936年苏联宪法，苏联由11个共和国组成。因此这一版与前一版的主要不同之处即是十一条丝带上用十一种语言写着苏联国家格言。同时，俄语作为全联盟的通用语言，其所书标语从左侧的丝带移至中央。

### 第三版（1946-1956）
苏联加盟共和国在苏德战争之前不久增加到16个，但国徽直到战后才反映出这一变化。根据1946年6月26日苏联最高苏维埃主席团做出的决定，国徽上体现所有16个加盟共和国。苏联国家格言在16条丝带上以16种文字写成（增加了爱沙尼亚文、拉脱维亚文、立陶宛文、摩尔多瓦文、芬兰文），另外阿塞拜疆文、土库曼文、乌兹别克文、塔吉克文、哈萨克文、吉尔吉斯文格言因从拉丁字母改用西里尔字母而更新。

### 第四版（1956-1991）
1956年，卡累利阿-芬蘭蘇維埃社會主義共和國改為卡累利阿蘇維埃社會主義自治共和國，這一调整很快反映在国徽上。苏联最高苏维埃主席团1956年9月12日规定，去掉国徽上的芬兰文丝带。
另一处小修改是苏联最高苏维埃主席团1958年4月1日对白俄罗斯文的微调。
丝带上的文字（“全世界无产者，联合起来！”）如下：
| 左侧         |              | 右侧         |
| ------------ | ------------ | ------------ |
| 土库曼语：   |              | 爱沙尼亚语： |
| 塔吉克语：   | 亚美尼亚语： |              |
| 拉脱维亚语： | 吉尔吉斯语： |              |
| 立陶宛語：   | 摩尔多瓦语： |              |
| 格魯吉亞語： | 阿塞拜疆語：‎ |              |
| 乌兹别克语： | 哈萨克语：   |              |
| 乌克兰语：   | 白俄罗斯语： |              |
| 俄语：       |              |              |

## 描述
国徽表现了苏联传统的锤子与镰刀和地球上的红星，以及用苏联各社会主义共和国语言写成、按宪法提及的顺序倒排的苏联国家格言缠绕的两束麦穗。苏联各加盟共和国和苏联自治共和国均有自己的国徽，且受到苏联国徽很大影响，苏联以外的社会主义国家的国徽亦是如此。